# Nesvačilka
Nesvačilka je obec v okrese Brno-venkov v Jihomoravském kraji, v Dyjsko-svrateckém úvalu. Žije zde 333 obyvatel. Na území obce se nacházejí některé prameny minerální vody Šaratice.

## Název
Ves při založení dostala jméno podle (dnes neexistujícího) rybníka Nesvačil. Na rybník se přeneslo jméno nějaké starší zaniklé vsi Nesvačily (základem onoho jména je staré svak - "příbuzný"). V němčině se ves nazývala též Neudorf ("Nová ves"), podle čehož se užíval i český nářeční název Nová dědina.

## Historie
První písemná zmínka o obci pochází z roku 1715. Vznik obce způsobila změna hospodářských názorů počátku 18. století, kdy byl odlehlý panský dvůr nedaleko Žatčan rozdělen na 20 hospodářství (familií) pro nové osadníky. Stalo se tak podpisem hejtmana chrlického panství Andree Antonína Poppa. 

### Seznam starostů obce
- 1850–1857 Jan Otava
- 1857–1867 Peregrín Král
- 1867–1882 Max Husák
- 1882–1894 Leopold Doležal
- 1894–1897 Vincenc Husák
- 1897–1902 František Přerovský
- 1902–1907 Josef Husák
- 1908–1919 Jan Kloc
- 1919–1927 Josef Krejčiřík
- 1927–1944 Inocenc Husák
- 1944–1945 Martin Přerovský
- 1945 Vincenc Husák
- 1945–1946 Silvestr Lejska
- 1946–1948 Jan Lízal
- 1948–1949 Ondřej Lízal
- 1949–1951 Servác Husák
- 1951–1952 František Doležal
- 1952–1954 František Šmíd
- 1954 František Doležal
- 1954–1957 Alex Buchta
- 1957 Vojtěch Sedláček
- 1957–1960 Václav Husák
- 1960–1969 Zdeněk Bednář
- 1969–1970 Jiří Hrouzek
- 1970–1976 Zdeněk Bednář
- 1976–1990 byla Nesvačilka součástí obce Těšany[6]
- 1990–2006 Zdeněk Bednář
- 2006–2010 Jaroslav Klanica
- 2010–2014 Milan Vrba
- 2014–2018 Martin Barták
- 2018–2022 Vít Lízal
- 2022–2024 Jakub Mejtský
- od 2024 Tereza Ondráčková

## Obyvatelstvo
| Rok            | 1869 | 1880 | 1890 | 1900 | 1910 | 1921 | 1930 | 1950 | 1961 | 1970 | 1980 | 1991 | 2001 | 2011 | 2021 |
| -------------- | ---- | ---- | ---- | ---- | ---- | ---- | ---- | ---- | ---- | ---- | ---- | ---- | ---- | ---- | ---- |
| Počet obyvatel | 319  | 363  | 358  | 338  | 386  | 395  | 422  | 351  | 394  | 355  | 333  | 320  | 333  | 297  | 306  |
| Počet domů     | 49   | 56   | 66   | 72   | 76   | 77   | 90   | 93   | 96   | 94   | 101  | 105  | 107  | 107  | 106  |

Vývoj počtu obyvatel

## Spolky
V obci působí Myslivecké sdružení Moutnice - Nesvačilka a Sbor dobrovolných hasičů Nesvačilka.

## Pamětihodnosti
- Kaple Panny Marie Bolestné
- Zvonice na návsi

## Galerie

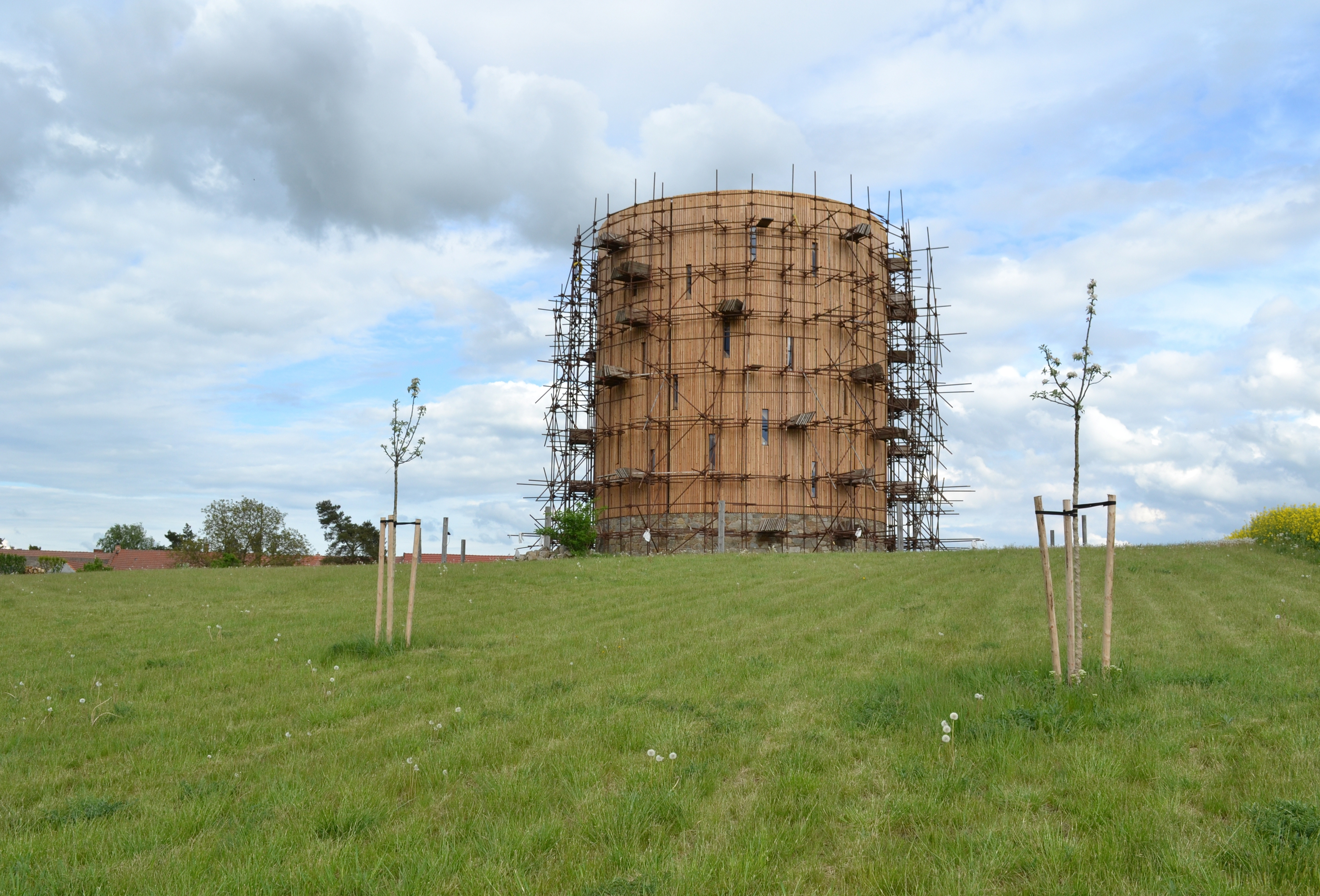
Kaple Panny Marie Bolestné (květen 2021)
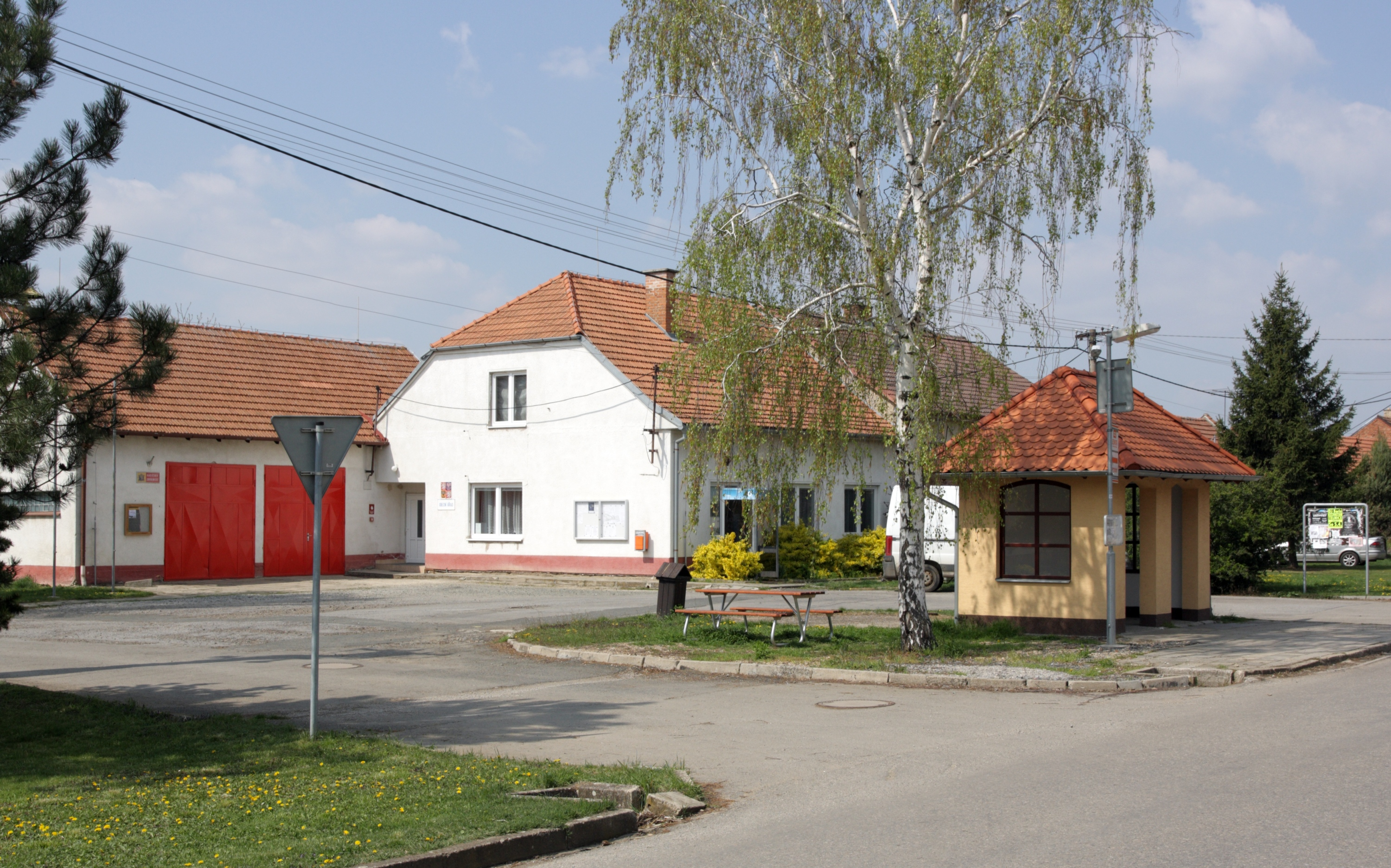
Obecní úřad a hasičská zbrojnice
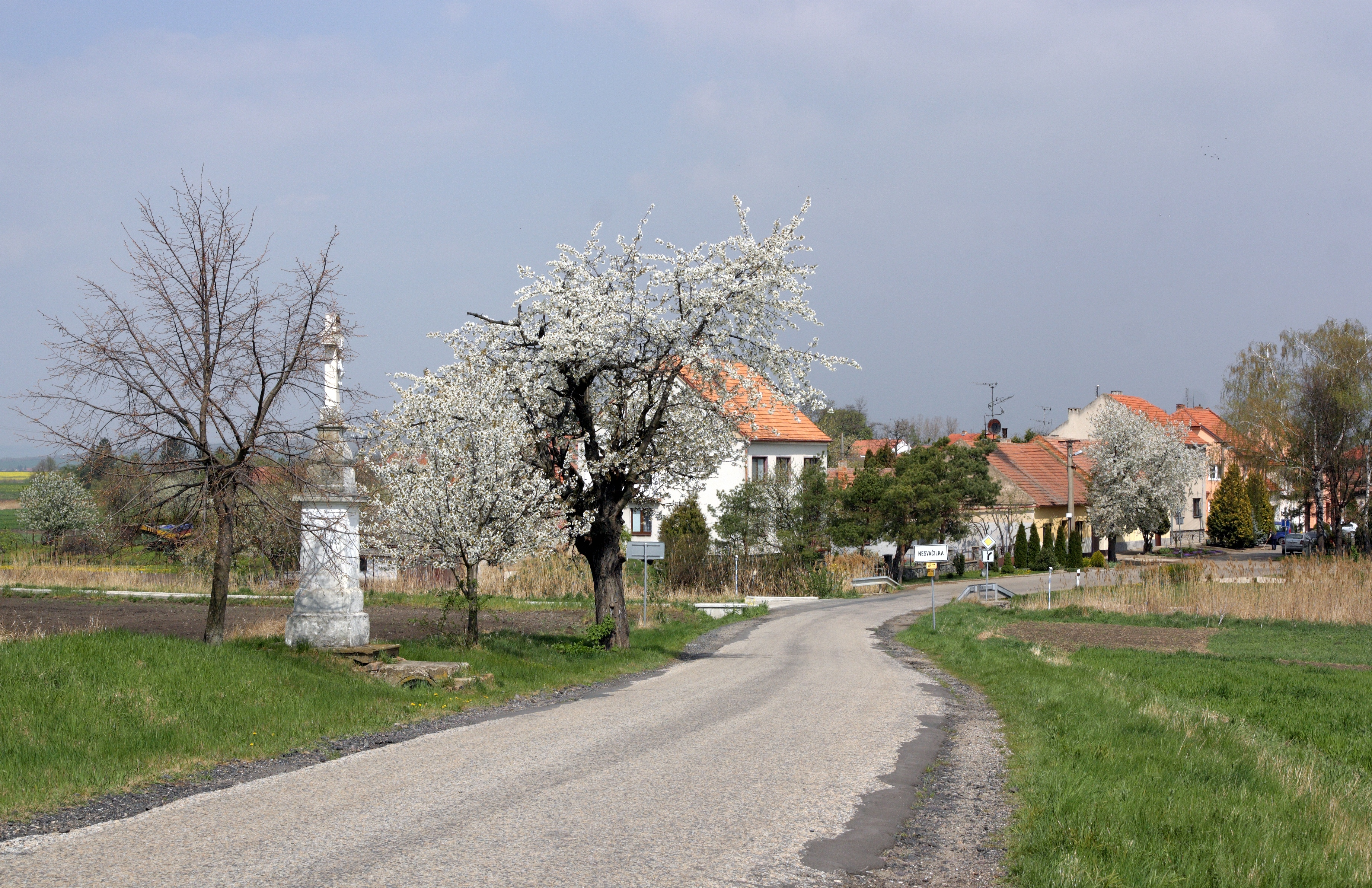
Pohled od silnice na Moutnice
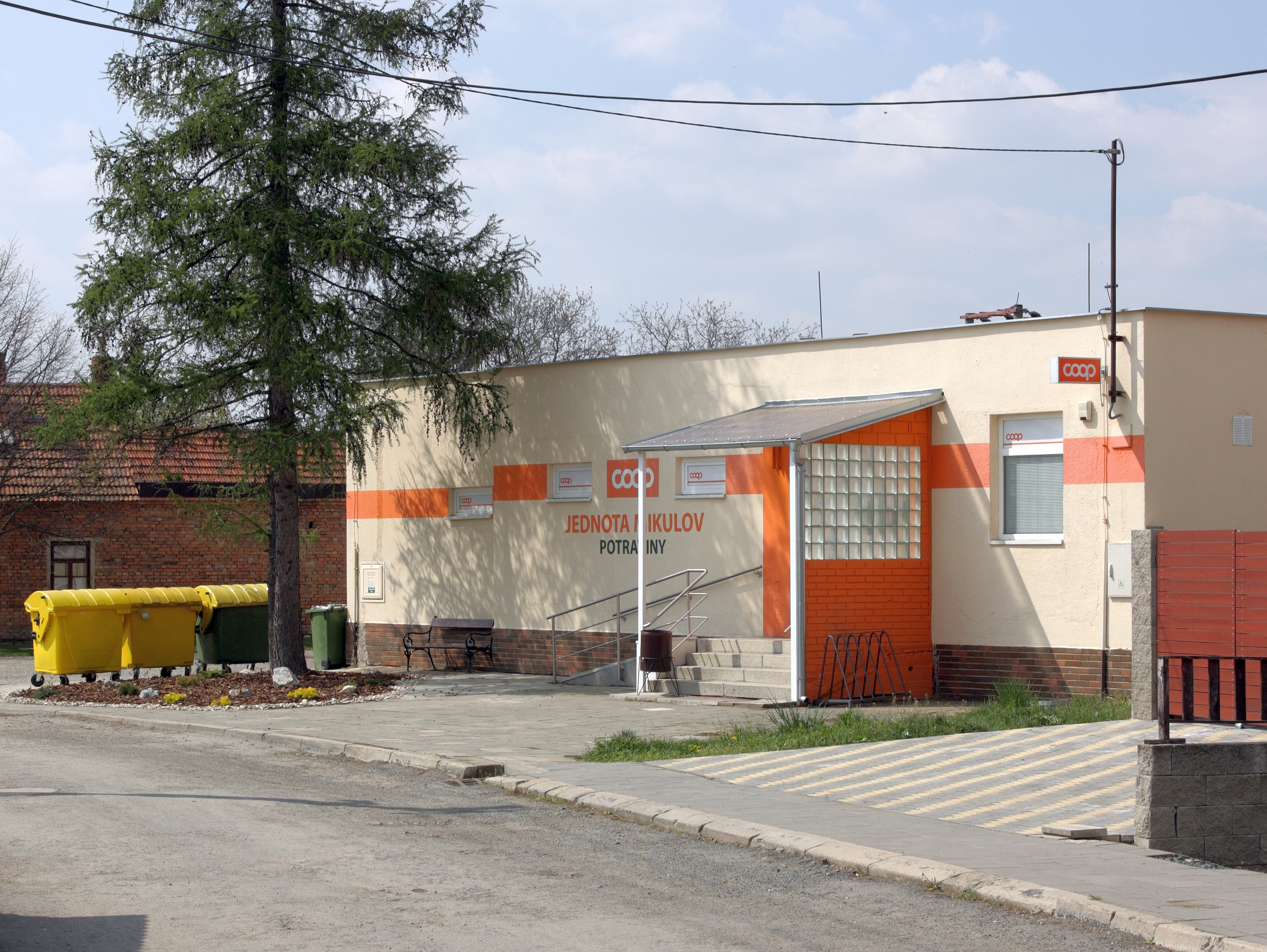
Samoobsluha
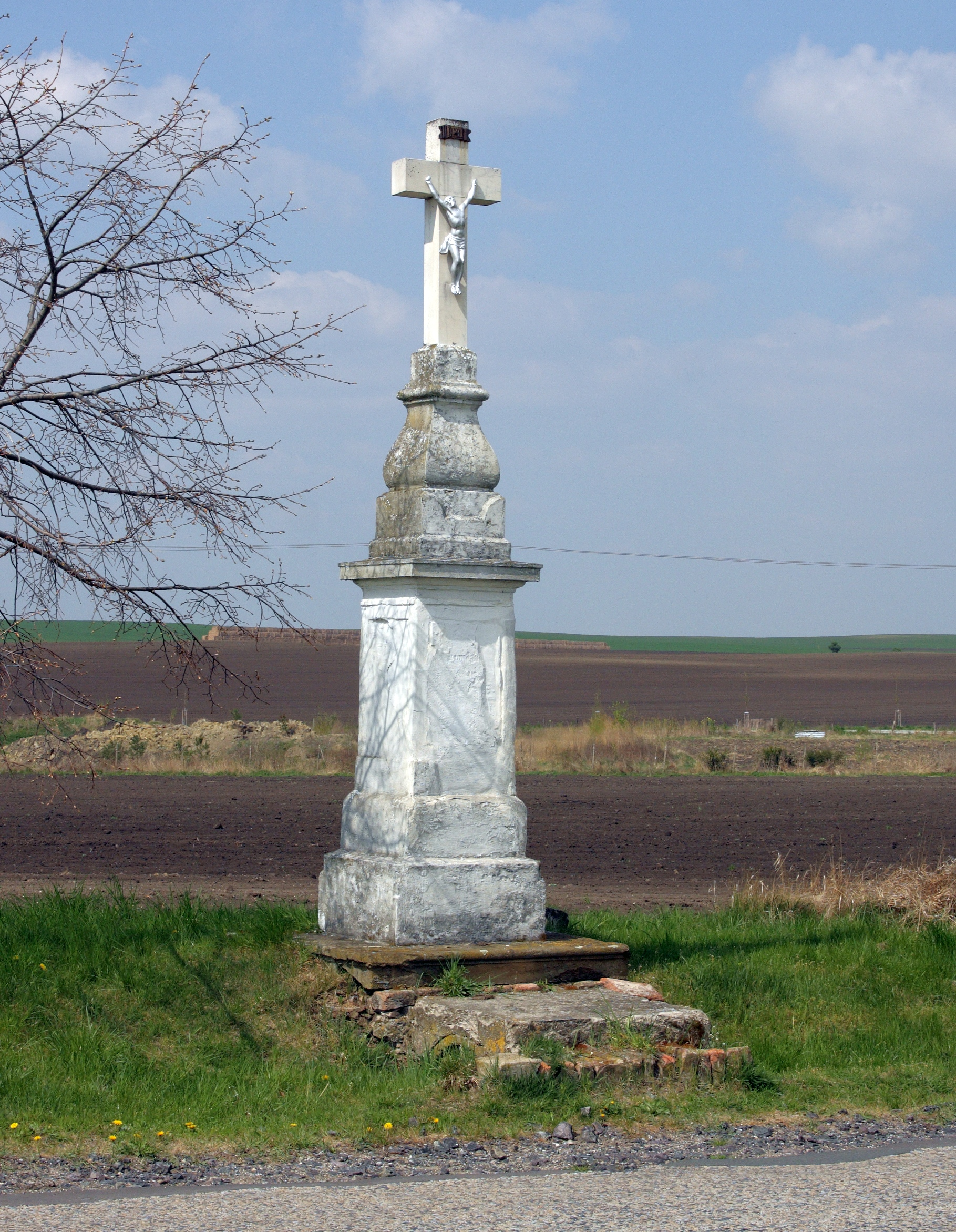
Kříž u silnice na Moutnice